# Вампирът (Стивън Кинг)
„Вампирът“ (на английски: The Boogeyman) е разказ от Стивън Кинг, публикуван за първи път през 1973 г. в изданието на списание Cavalier за месец март, а по-късно включен в сборника на Кинг „Нощна смяна“ през 1978 г. Разказът е филмиран два пъти – веднъж от Джеф Широ през 1982 г. и втори път от Джулиано Динока.

## Сюжет
Действието се развива в психиатричния кабинет на доктор Харпър, където пациентът Лестър Билингс разказва на психиатъра за ужаса, който е преживял – а именно смъртта на трите му деца, причинена според него от вампир, който се крие в гардероба. При последното убийство Билингс дори е видял вампира, но е избягал от ужас.
Смъртта и на трите деца е определена като нещастен случай или като настъпила вследствие на срещан здравословен проблем, но Билингс е изключително разстроен от случилото се и се чувства виновен, че не е предотвратил хода на събитията. Психиатърът му казва, че ще са нужни нови посещения при него, за да се справят с въпросите, които измъчват Билингс и последният остава с впечатление, че доктор Харпър не му вярва. Лекарят предлага на Билингс да си запише час при сестрата и пациентът напуска кабинета, но след като не открива сестрата, се връща и заварва кабинета празен. Вратата на гардероба е открехната и оттам излиза чудовищният вампир, като все още държи в ноктестата си ръка маската с лицето на психиатъра.